# Steve Englehart

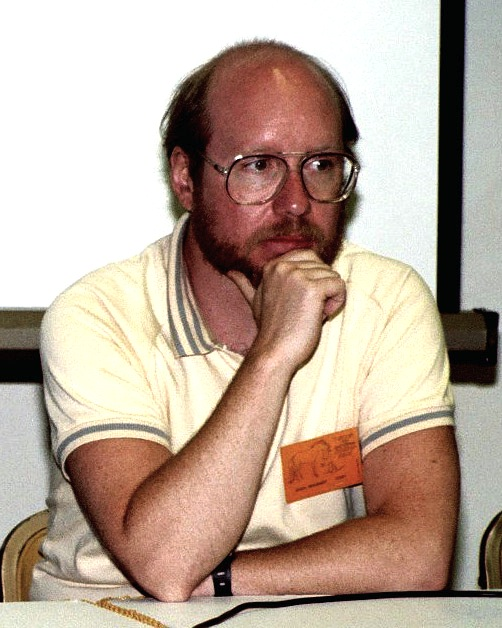
Steve Englehart, San Diego Comic Convention

Steve Englehart (* 22. April 1947 in Indianapolis) (Pseudonyme: John Harkness, Cliff Garnett) ist ein US-amerikanischer Comicautor.

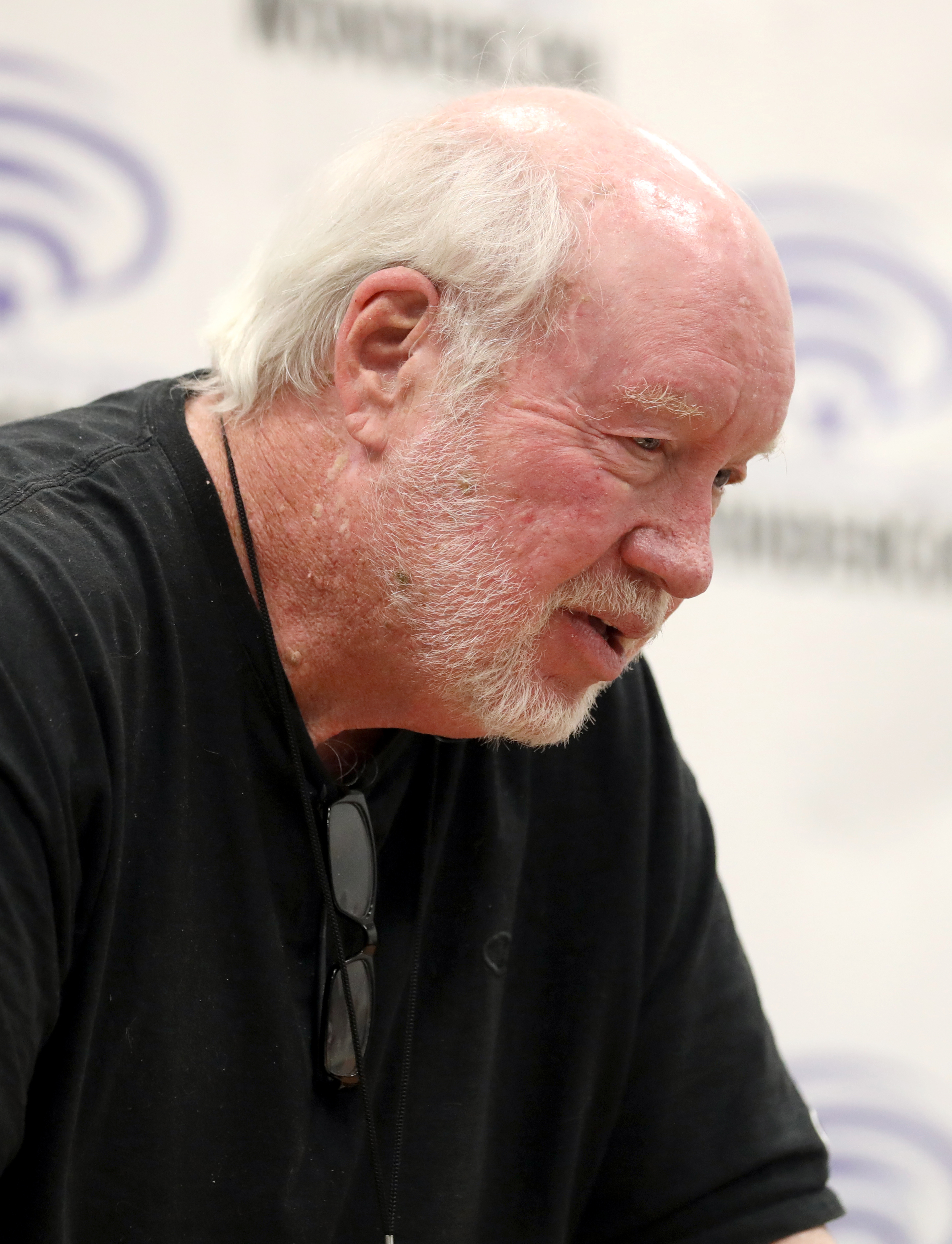
Steve Englehart, WonderCon 2024

## Leben
Englehart begann in den frühen 1970er Jahren in der Comicbranche zu arbeiten. Seine erste veröffentlichte Arbeit lieferte er als Zeichenassistent des Künstlers Neal Adams mit einer Schwarzweiß-Geschichte inVampirella #10 (Warren Publishing's, März 1971). Das Zeichnen gab Englehart kurze Zeit später auf, um sich stattdessen um eine Karriere als Autor zu bemühen.
Auf Vermittlung von Roy Thomas erhielt er ab 1972 Autorenaufträge für verschiedene Serien des Verlages Marvel Comics. 1973 kreierte er gemeinsam mit dem Zeichner Jim Starlin die Figur Shang-Chi, den ersten asiatischen Superhelden bei Marvel. Seine wichtigste Arbeit während dieser Zeit legte er für die Serie Die Rächer ab, die er zwischen 1972 und 1976 verfasste. Hinzu kamen Storys für die Serien Captain America und Doctor Strange. Seine künstlerischen Partner bei den beiden zuletzt genannten Projekten waren dabei die Zeichner Sal Buscema und Frank Robbins beziehungsweise Gene Colan.
Nach einem Streit mit dem Marvel-Editor Gerry Conway wechselte Englehart 1976 zu DC-Comics, Marvels schärfsten Konkurrenten, für den er in den späteren 1970er Jahren an den Serien Justice League of America und Detective Comics arbeitete. Unterstützt wurde er dabei von den Zeichnern Dick Dillin (Justice League) sowie Walt Simonson beziehungsweise Marshall Rogers und Terry Austin. Insbesondere Engleharts achtteiliger Run an Detective Comics wird bis heute von vielen Kritikern als einer der Höhepunkte der Serie betrachtet und ist immer wieder nachgedruckt worden, so als Miniserie unter dem Titel „the Shadow of Batman“ und als Sammelband unter dem Titel „Strange Apparitions“. Engleharts Batman-Geschichte The Laughing Fish wurde 1992 von Bruce Timm und Paul Dini in einer Episode ihrer Zeichentrickserie Batman: The Animated Series adaptiert.
Nach einer kurzzeitigen Übersiedlung nach Europa, während der er den Roman The Point Man schrieb, der 1981 von Dell Publishings veröffentlicht wurde, kehrte Englehart als Autor zu Marvel Comics zurück. Zu seinen Arbeiten in den 1980er Jahren zählen unter anderem Geschichten für die Marvel-Serie West Coast Avengers, Fantastic Four sowie für die Miniserie Vision and the Scarlet Witch. Für DC schrieb er derweil die Miniserie Millennium (1988) und einige Green Lantern Geschichten. 2005 folgte die Miniserie Batman: Dark Detective, für die Englehart sich erneut mit Austin und Rogers zusammentat.
Weitere Arbeiten Engleharts sind das Drehbuch Majorca sowie der Roman Hellstorm.
Er lebt in Kalifornien.

## Sammelbände (Auswahl)
- Im Zeichen des Jokers. Batman Collection Marshall Rogers (Autoren: Dennis O’Neil, Steve Englehart), ins Deutsche übersetzt von Marc-Oliver Frisch, Panini, 2012. ISBN 978-3-86201-429-3